# 井口健一郎
井口 健一郎（いぐち けんいちろう、1930年 - 2002年3月21日）は、日本の企業家。太陽神戸銀行元常務。ジェーシービー元専務。

## 略歴・人物
長野県松本市生まれ。1948年（昭和23年）旧制松本第二中学（現長野県松本県ヶ丘高等学校）卒業。
1953年（昭和28年）東京大学法学部卒業。
1953年（昭和28年）、太陽神戸銀行の前身である神戸銀行入行。太陽神戸銀行（現三井住友銀行）元常務。
1986年（昭和61年）、ジェーシービー入社。専務取締役を務めた。1997年（平成9年）6月退任。
退任後は、2005年第8回日経アニュアルリポート・アウォード審査員などを務めた。

## 所属協会
- 日本証券アナリスト協会[5]